# Refuge de la Dent d'Oche
Le refuge de la Dent d'Oche (anciennement refuge du Nid d'Aigle) est un refuge situé sur la dent d'Oche en France dans le département de la Haute-Savoie en région Auvergne-Rhône-Alpes sur la commune de Bernex.

## Histoire
Le refuge a été construit en 1913 à la suite d'une reconnaissance en 1910 par un groupe du Club alpin français. Il est inauguré en 1914. Son emplacement actuel fut retenu car le refuge est visible depuis la majeure partie des bords du lac Léman, de Nyon à Évian-les-Bains.

## Accès
Pour atteindre le refuge de la Dent d'Oche, il faut se rendre au départ de Bernex au parking de la Fétuière qui se trouve à 1 206 m. Le temps d'accès est estimé à environ trois heures.